# Mòpies
Mòpies és una minisèrie de fantasia de 2022, dirigida per Lluís Prieto i produïda conjuntament entre IB3 Televisió, À Punt, TV3 i Espaitemps. La història parteix de l'arribada de dos germans al campament d'estiu a Lluc, on els observa un ésser amagat al bosc mentre juguen a caçar mòpies. La sèrie està formada per quatre episodis. El 25 de setembre de 2022 es va estrenar a IB3; el 5 de gener de 2023, a À Punt; i el 5 de març, al canal SX3

## Sinopsi
A la serra de Tramuntana, na Bel, una adolescent, assisteix amb el seu germà Pere a un campament d'estiu al Santuari de Lluc. Allà, en Pere es retroba amb en Gori i integra na Hilda en el seu grup d'amics, els Espiadimonis. Na Judith, una monitora del campament, els incentiva a fer l'activitat més emocionant de totes: anar a caçar mòpies. Durant l'activitat, mentre un ésser estrany s’amaga al bosc, ocorre un fet inexplicable. Davant del fenomen, na Bel, juntament amb l'ajuda de na Judith i la col·laboració d'en Gori i na Hilda, partirà a la recerca de les claus per resoldre el misteri.

## Repartiment

### Principal
- Valèria Sorolla interpreta na Bel
- Alba Brunet interpreta na Judith
- Jaume Andreu interpreta en Pere
- Lila Sina interpreta na Hilda
- Eduard Vergara interpreta en Gori

i la col·laboració especial de
- Philip Rogers interpreta en Hans
- Santi Pons interpreta en Nofre
- Anna Segura interpreta Sor Eva

### Secundari
- Isabel Requena interpreta na Ginebra

## Episodis
| Núm. total | Núm. de la temporada | Títol                 | Direcció     | Guió                                       | Data d'emissió original |
| ---------- | -------------------- | --------------------- | ------------ | ------------------------------------------ | ----------------------- |
| 1          | 1                    | «Lluc»                | Lluís Prieto | Desirée de Fez, Sofía Martell i Pep Molina | 25 de setembre de 2022  |
| 2          | 2                    | «Puig Major»          | Lluís Prieto | Desirée de Fez, Sofía Martell i Pep Molina | 2 d'octubre de 2022     |
| 3          | 3                    | «Sa Calobra»          | Lluís Prieto | Desirée de Fez, Sofía Martell i Pep Molina | 9 d'octubre de 2022     |
| 4          | 4                    | «Sa Cometa des Morts» | Lluís Prieto | Desirée de Fez, Sofía Martell i Pep Molina | 16 d'octubre de 2022    |